# 原来如此
原来如此是 CCTV-10 曾经推出的一套科普节目，由观众写信给节目组，节目组收到来信后会对信中的问题进行解答和实验。该节目在2019年停播后，演变为 CCTV-10 于同年10月19日开播的《实验现场》节目。

## 播出时间
| 年分        | 時段                 | 長度      | 重播時間          |
| ----------- | -------------------- | --------- | ----------------- |
| 2010年      | 周一至周五17:52      | 16分      |                   |
| 2011年      | 周一至周五17:52/周一 | 16分/50分 |                   |
| 2012~2015年 | 周日18:54            | 50分      | 次周日7:30及11:45 |
| 2016年      | 周日18:45            | 50分      |                   |
| 2017年      | 周日17:15            | 50分      | 次周日14:02       |
| 2018~2019年 | 周日15:04            | 50分      |                   |

## 内容
《原来如此》的模式和题材与同类节目流言终结者有共通之处；在节目开始，主持人会说出一个问题，让观众提出猜想，接着主持人会通过做实验、查资料以及其他通俗易懂的方法验证猜想，最终得到答案。由《原来如此》演变而来的《实验现场》则为外景科普节目，由主持人和科学顾问共同设计并进行科学实验。

## 各集內容

### 2010年 (15期)
1. 油锅起火怎么办
2. 如何有效驱灭蟑螂
3. 怎样放鞭炮才安全
4. 儿童乘车怎么坐最安全
5. 我的头发为什么容易断
6. 蚊子爱叮什么样的人
7. 用微波炉烧水危险吗
8. 如何有效防止静电
9. 将灭蝇进行到底
10. 牙齿变黄怎么办
11. 怎么喝中药才能不苦
12. 打喷嚏有危害吗
13. 醉酒后如何快速醒酒
14. 我家的跳蚤哪里来
15. 怎么灭跳蚤最有效

### 2011年（部分节目）
1. 我们为什么爱吃辣
2. 三个月不晒的被子螨虫有多少
3. 打呼噜有多危险
4. 把老鼠赶出家门
5. 将灭鼠进行到底
6. 随手关灯的误区
7. 哪层楼房最吵人
8. 高的枕头适合你
9. 刹车失灵怎么办
10. 汽车爆胎怎么办
11. 运动能更快消除疲劳吗
12. 人为什么会晕车
13. 如何辨别人民币真伪
14. 什么样的鸡蛋好（上）
15. 什么样的鸡蛋好（下）
16. 我要睡觉
17. 厨房为何招蟑螂
18. 如何有效减少脱发
19. 开车时为什么不能打手机
20. 酒驾危险
21. 劣质花炮的危害
22. 如此放炮危险
23. 清剿脸上爬虫
24. 如何挑选阿胶
25. 鉴别真假野山参
26. 兔子来了─母兔快产
27. 兔子来了─母兔食子
28. 兔子来了─野兔难驯
29. 兔子来了─野兔家养
30. 兔子聪明吗
31. 怎么挑选野生灵芝
32. 虫草好坏谁知道
33. 开车如何省油
34. 热带水果能否在冰箱存放
35. 蔬菜放进冰箱前是否能清洗
36. 卤蛋爆炸之后
37. 灭蝇妙招
38. 脸上爬虫的秘密
39. 随手关灯与节电
40. 易断的头发
41. 枕头高低有学问
42. 驱灭蟑螂有高招
43. 宠物狗能当缉毒犬吗
44. 如何有效降低噪音（上）
45. 如何有效降低噪音（下）
46. 孩子车中怎么坐
47. 刹车失灵之后
48. 汽车爆胎之后
49. 开车难分神
50. 饮酒不驾车
51. 蚊子如何度过冬天（上）
52. 蚊子如何度过冬天（下）
53. 电暖器那些事（一）
54. 电暖器那些事（二）
55. 电暖器那些事（三）
56. 二手烟的危害有多大
57. 高层建筑发生火灾如何逃生
58. 酸奶的稀稠与营养价值
59. 带盲人回家（上）
60. 带盲人回家（下）
61. 家里的甲醛哪里来
62. 怎样清除甲醛最有效
63. 汽车也定制
64. 刹车油泄露的背后
65. 刹车盘进水怎么办
66. 电动汽车如何充电
67. 火眼金睛识伪钞
68. 这点辐射物不算啥
69. 腰里的减震器（上）
70. 腰里的减震器（下）
71. 小烟头大隐患（上）
72. 小烟头大隐患（中）
73. 小烟头大隐患（下）
74. 不该钻的圈套
75. 危险的玻璃门
76. 咬人的扶梯
77. 伤人的旋转门
78. 冬泳强心
79. 鸽子是怎么找到家的
80. 虚拟现实
81. 厨房细菌有多少
82. 如何杀灭抹布上的细菌
83. 飞针绝技大揭秘（上）
84. 飞针绝技大揭秘（下）
85. 蚂蚁的家
86. 猎食斗士
87. 家猫还会捉老鼠吗
88. 穿高跟鞋为什么会漂亮
89. 穿高跟鞋的危害
90. 徒手能否断石柱
91. 牙刷多久换一次
92. 夏天治冻疮
93. 久放的蜂蜜还能吃吗
94. 抹布上的隐患（上）
95. 抹布上的隐患（下）
96. 什么样的酸菜不能吃
97. 恋家的鸽子

### 2012年 (部分节目)
1. 您所不知的太空蔬果-3月12日
2. 蜡从口入-5月5日
3. 手机那些事儿-6月2日
4. 小蚂蚁的大世界-6月23日
5. 神探球球-10月28日
6. 当野泳遭遇水草-11月4日
7. 水下逃生记-11月11日
8. 逃离流沙陷阱-11月25日
9. 纸甲-12月2日
10. 刚韧的纸-12月9日
11. 人工假体-12月16日
12. 祸从口入-12月23日

### 2013年 (24期)
1. 飞来横祸-1月13日
2. 逃出落水车-1月27日
3. 雪地行车-2月3日
4. 爆竹的威力-2月24日
5. 蹊跷的火灾-3月3日
6. 探秘雪屋-3月24日
7. 厨房的危险-4月21日
8. 黄金探秘-5月5日
9. 体验新科技-5月26日
10. 怎样乘飞机-5月26日
11. 超级识别机器-6月8日
12. 当野泳遭遇水草-6月30日
13. 错用家电麻烦多-7月14日
14. 红灯当前-8月4日
15. 探秘武术极限-8月18日
16. 超级吸力-8月25日
17. 车祸瞬间─引爆气囊-9月15日
18. 纸板巧做船-9月22日
19. 看透玻璃-10月20日
20. 阻击利箭-11月3日
21. 厨房里的火龙-11月24日
22. 车祸瞬间─“带”上安全-12月1日
23. 让纸片飞-12月22日
24. 纸板巧做船-12月29日

### 2014年 (10期)
1. 当心气球变炸弹-2月23日
2. 浴室缉凶-3月16日
3. 近探放射源-7月13日
4. 蜂口夺金-7月20日
5. 燃气泄漏之后-8月10日
6. 极品太阳车-9月7日
7. 爆炸瞬间的逃生(1)-9月21日
8. 识别假币-9月28日
9. 戏水惊魂-10月26日
10. 爆炸瞬间的逃生(2)-11月2日

### 2015年 (16期)
1. 警惕色狼-2月1日
2. 妙招巧发电-2月15日
3. 逃离冰窟窿-2月22日
4. 取暖危情-3月15日
5. 警惕取暖陷阱-4月26日
6. 溺水营救-5月10日
7. 抓不准的娃娃-5月24日
8. 挑战羽毛平衡术-5月31日
9. 盲人出行有多难-6月7日
10. 一苇能否渡江-6月21日
11. 难数的硬币-7月19日
12. 赶不走的鸟-9月6日
13. 应对地铁危急─文明乘车-9月20日
14. 女子防身术─深夜出行-12月6日
15. 车祸瞬间─安全出行-12月20日
16. 冰雪危情-12月27日

### 2016年 (46期)
1. 被困孤岛（上）-1月10日
2. 被困孤岛（下）-1月17日
3. 车祸瞬间─看不见的危险-1月24日
4. 柔软的隐患-1月31日
5. 美丽的危险─烟花-2月21日
6. 美丽烟花的秘密-2月28日
7. 巧招聚电-3月6日
8. 揭秘水上轻功-3月13日
9. 雨林中的呼救-3月20日
10. 刀下求生-3月27日
11. 雪崩瞬间-4月3日
12. 扶梯上的意外-4月10日
13. 防贼入室-4月17日
14. 给地球拍照-4月24日
15. 模拟地震-5月8日
16. 难融的冰-5月15日
17. 被困电梯-5月22日
18. 百变玻璃-5月29日
19. 蚊子来了-6月5日
20. 疾速龙舟-6月9日
21. 小粉尘大麻烦-6月19日
22. 悬浮的秘密-6月26日
23. 孤岛求生-7月3日
24. 碳纤维巧替代-7月10日
25. 美丽背后的隐患-7月17日
26. 杀死螨虫-7月24日
27. 减肥的真相-7月31日
28. 极限攻防-8月7日
29. 一球命中-8月14日
30. 一击即中-8月21日
31. 水上乐园─乘风破浪-8月28日
32. 地铁危情应对-9月4日
33. 巧用鱼竿钓大鱼-9月11日
34. 蟹将虾兵-9月18日
35. 水上乐园-疯狂的滑梯-9月25日
36. 隐藏的第三者-10月16日
37. 看不见的黑手-10月23日
38. 探秘景泰蓝-10月30日
39. 望向更远-11月6日
40. 電池爆炸的奧秘-11月13日
41. 儿童乘车需谨慎-11月20日
42. 变身电动车隐患多-11月27日
43. 车祸来袭-12月4日
44. 暗夜黑手-12月11日
45. 解析离心现象-12月18日
46. 冰下逃生记-12月25日

### 2017年 (45期)
1. 揭秘取暖神器-1月8日
2. 解析滑雪误区-1月15日
3. 烟花点燃后-1月22日
4. 探秘汉字烟花-2月12日
5. 燃气爆炸谜-2月21日
6. 电梯危情-2月26日
7. 消除静电-3月5日
8. 小鸡蛋大力量-3月12日
9. 悬停的奥秘（上）-3月19日
10. 悬停的奥秘（下）-3月26日
11. 揭秘孔明灯-4月9日
12. 科学除螨知多少-4月16日
13. 战胜晕车-4月23日
14. 命悬风筝线-5月7日
15. 破译卡路里-5月14日
16. 端午话龙舟-5月21日
17. 疯狂的速度-6月4日
18. 吹一个超级泡泡-6月11日
19. 平衡神器-6月18日
20. 地震攻防战-6月25日
21. 纸的奇迹-7月2日
22. 车里的隐患-7月9日
23. 高空抛物隐患多-7月16日
24. 锂电池的秘密-7月23日
25. 开车穿对鞋-7月30日
26. 负压空间-8月6日
27. 找寻运动轨迹-8月13日
28. 重力平衡术-8月20日
29. 抵抗惯性-8月27日
30. 消除静电-9月3日
31. 拳头的力量从何来-9月10日
32. 防蚊记-9月17日播出
33. 安全行车 倾囊相助-9月24日
34. U型池上的速度奥秘-10月15日
35. 金刚钻如何揽瓷器活-10月22日
36. 望远镜为何能望远-10月29日
37. 高铁为什么跑得快-11月5日
38. 悬浮的列车-11月12日
39. 人脸识别-11月18日
40. 让气球飞得更高-11月24日
41. 噪音的秘密-12月1日
42. 解密风力发电-12月8日
43. 超级大锅-12月15日
44. 避雷神器-12月22日
45. 冬日寒冰-12月29日

### 2018年 (25期)
1. 温暖背后的隐患-1月7日
2. 碳纤维材料最怕什么-1月14日
3. 厨房里的安全-1月21日
4. 解密自动扶梯-1月28日
5. 难除的蟑螂-2月4日
6. 冰雕的秘密-2月11日
7. 五颜六色的烟花-3月4日
8. 冰面摩擦力-3月11日
9. 不起眼的静电-3月18日
10. 解析钢化玻璃-3月25日
11. 水中潜浮-4月1日
12. 插上翅膀-4月15日
13. 解读地球-8月26日
14. 应对地震的方法-8月27日
15. 空中悬浮-8月28日
16. 家电的隐患-8月29日
17. 竹蜻蜓与直升机-8月30日
18. 变身电动车-8月31日
19. 神奇的杠杆-9月1日
20. 对症灭火-9月2日
21. 钢铁如何炼成-9月3日
22. 跑出精彩-11月18日
23. 智取井盐-11月25日
24. 戏水游侠-12月2日
25. 飞行大师-12月9日

### 2019年 (15期)
1. 刹不住的车-1月6日
2. 视觉盲区-1月13日
3. 巧控胎压-1月20日
4. 气囊与安全带-1月27日
5. 微波炉的学问大-2月3日
6. 热油爆燃-2月17日
7. 气囊与安全带-2月17日
8. 不可轻视的粉尘-2月24日
9. 来之不易的盐-3月3日
10. 大车防三超-3月10日
11. 大车转弯危险多-3月17日
12. 防蜂记-3月24日
13. 防范踩踏-3月31日
14. 搜救奇兵-5月12日
15. 烈焰勇士-6月16日

## 節目人員
- 主持人：王楠、勝春
- 观众联络员：段译、苑苑
- 驗證者：王楠、馬笑舒、宁源等
- 调查员：曹硕
- 模型師：宁原
- 制片人：李明

其他人员：杜长彬、贾廷安、张文达、丁广师、张广义、马伟平、李炜、宋轶。